# Киселый, Милан
Милан Киселый (чеш. Milan Kyselý; род. 16 марта 1955, Прага) — чехословацкий гребец, выступавший за сборную Чехословакии по академической гребле в первой половине 1980-х годов. Обладатель бронзовой медали регаты «Дружба-84», победитель и призёр первенств национального значения, участник летних Олимпийских игр в Москве.

## Биография
Милан Киселый родился 16 марта 1955 года в Праге. Занимался академической греблей в столичном гребном клубе «Дукла».
Впервые заявил о себе на международном уровне в сезоне 1980 года, когда вошёл в состав чехословацкой национальной сборной и благодаря череде удачных выступлений удостоился права защищать честь страны на летних Олимпийских играх 1980 года в Москве. В составе экипажа-восьмёрки, куда также вошли гребцы Карел Мейта, Любомир Янко, Цтирад Юнгман, Карел Неффе, Душан Вичик, Милан Долечек, Павел Певный и рулевой Иржи Птак, неудачно выступил на предварительном квалификационном этапе, но через дополнительный отборочный заезд всё же попал в главный финал А, где в конечном счёте финишировал четвёртым, уступив чуть более секунды в борьбе за бронзу команде из Советского Союза.
После московской Олимпиады Киселый остался действующим спортсменом и продолжил принимать участие в крупнейших международных регатах. Так, в 1981 году он отметился выступлением на чемпионате мира в Мюнхене — в программе распашных двоек без рулевого сумел квалифицироваться лишь в утешительный финал В и расположился в итоговом протоколе соревнований на восьмой строке.
В 1983 году в восьмёрках был шестым на чемпионате мира в Дуйсбурге.
Рассматривался в качестве кандидата на участие в Олимпийских играх 1984 года в Лос-Анджелесе, но Чехословакия вместе с несколькими другими странами восточного блока бойкотировала эти соревнования по политическим причинам. Вместо этого Киселый выступил на альтернативной регате «Дружба-84» в Москве, где завоевал бронзовую медаль в восьмёрках.
Один из последних значимых результатов на международной арене показал в сезоне 1985 года, когда в восьмёрках финишировал шестым на чемпионате мира в Хезевинкеле.